# Haraldsborg Husholdningsskole
Haraldsborg Husholdningsskole i Roskilde fungerede fra 1910 til 1954 som husholdningsskole, som gav faglig undervisning i alle opgaver for kommende husmødre eller medhjælpere. Skolen havde fra starten en god søgning og blev i løbet af nogle år en af landets største husholdningsskoler med Anna Bransager Nielsen som forstander. I 1957 overtog Roskilde Kommune skolen, der blev ombygget til plejehjem, siden som psykiatrisk bocenter.
Den har navn efter middelalderfæstningen Haraldsborg.